# اپسیلون شاه‌تخته
اپسیلون شاه‌تخته یک ستاره است که در صورت فلکی شاه‌تخته قرار دارد.